# 승학산
승학산(乘鶴山)은 부산광역시 사상구 엄궁동과 사하구 당리동에 걸쳐 있는 산으로, 해발 고도는 497m이다. 동쪽으로 구덕산과 시약산이, 북쪽으로 엄광산이 자리하고 있으며, 동아대학교 뒷산으로 알려져 있다. 특히 수만 평에 이르는 억새밭이 유명하다. 맑은 날에는 아리아케산, 아타테산, 미타케산 등 쓰시마섬에 위치한 산봉우리들도 쉽게 조망 가능하다.

## 지명의 유래
고려말 무학대사가 전국을 두루 돌아다니며 산세를 살폈는데 이곳의 산세가 준엄하고 기세가 높아 마치 학이 나는 듯하다고 승학산(乘鶴山)이라 불렀다는 전설이 있다.

## 같이 보기
- 한국의 산